# Emile Luhahi

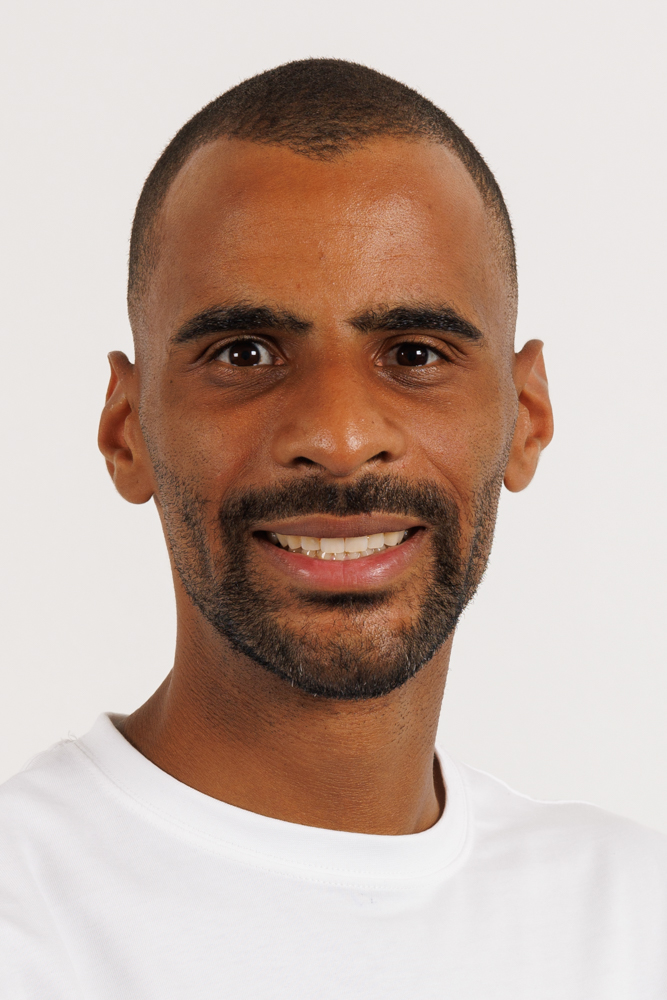
Emile Luhahi

Emile Luhahi (Brussel, 20 oktober 1989) is een Belgisch politicus voor Groen.

## Biografie
Luhahi, die Congolese roots heeft, volgde een opleiding tot leerkracht geschiedenis aan de Erasmushogeschool in Brussel en werd jeugdwerker. Van 2019 tot 2022 werkte hij als pedagogisch assistent en coördinator bij de vzw ToekomstATELIERdelAvenir (TADA), die kwetsbare jongeren middels weekendscholen en een leernetwerk van burgers en het bedrijfsleven wil helpen om hun talenten en potentieel maximaal te ontwikkelen. Nadien was hij van 2022 tot 2023 jeugdcoördinator bij de vzw Capital, die zich eveneens richt op de persoonlijke en professionele ontwikkeling van jongeren. Ook werd Luhahi actief bij het Vlaams-Afrikaans Huis Kuumba.
Hij werd politiek actief voor Groen en werkte van april 2023 tot juni 2024 voor de partij als politiek ondersteuner. Bij de Brusselse gewestverkiezingen van juni 2024 werd Luhahi verkozen in het Brussels Hoofdstedelijk Parlement. Hij werd er ondervoorzitter van de commissie Economie en Tewerkstelling.
Bij de gemeenteraadsverkiezingen van oktober 2024 kwam Luhahi op in de gemeente Evere, maar hij raakte niet verkozen.